# Мадона дела Бјорка (Сондрио)
Мадона дела Бјорка је насеље у Италији у округу Сондрио, региону Ломбардија.
Према процени из 2011. у насељу је живело 288 становника. Насеље се налази на надморској висини од 943 м.